# Karl Ludwig Schweisfurth
Karl Ludwig Schweisfurth (* 30. Juli 1930 in Herten; † 15. Februar 2020 in München) war ein deutscher Unternehmer und ein Pionier auf dem Gebiet der ökologischen Lebensmittelherstellung.

## Biografie
Schweisfurth lernte das Metzger-Handwerk. Seine Erfahrungen als Praktikant in den großen Schlachthöfen in Chicago setzte Schweisfurth in der Industrialisierung der heimischen Fleischverarbeitung um. So entwickelte er aus der 1902 gegründeten Fleischwaren- und Konserven-Fabrik L. Schweisfurth das größte fleischverarbeitende Unternehmen Europas: Herta in Herten (heute eine Tochtergesellschaft des spanischen Lebensmittelkonzerns Casa Tarradellas und des Nestlé-Konzerns). 25.000 Schweine und 5.000 Rinder wurden damals wöchentlich verarbeitet. 1972 entwickelte der Architekt Werner Ruhnau das Großraumbüro der Firma Herta, in dem er Kunstwerke in die Gestaltung mit einbezog. Es wurden unter anderem Werke von Daniel Spoerri, Hugo Kükelhaus, Christo und die Installation Mit(H)ropa von Wolf Vostell von Schweisfurth angekauft und im Großraumbüro ausgestellt.
Als feststand, dass nach einem Rückzug von Karl Ludwig Schweisfurth weder seine beiden Söhne noch seine Tochter das Unternehmen weiterführen wollten, verkaufte er sein Unternehmen 1984 an den Nestlé-Konzern.
Unmittelbar nach dem Verkauf begann Karl Ludwig Schweisfurth, auf dem Gut Herrmannsdorf bei Glonn in Bayern, Schweine nach den Grundsätzen der ökologischen Landwirtschaft zu halten. Aus dieser Zeit stammt sein Zitat: 
„Mir war schlagartig klar, dass Fleisch von derart gequälten Tieren keine lebensfördernde Nahrung für uns Menschen sein kann.“
Schweisfurth lebte auch zuletzt noch in Herrmannsdorf.

## Konzeption
In Schweisfurths neuer Konzeption verbinden sich Prinzipien der nachhaltigen ökologischen Landwirtschaft mit tierethischen Prinzipien. Zum theoretischen Fundament gehören außerdem ernährungswissenschaftliche und gastrosophische Aspekte. Nicht zuletzt hat die Neuorientierung Schweisfurths auch einen arbeitsethischen Charakter, da klassische Arbeits- und Lebensformen in Landwirtschaft und Lebensmittelhandwerk wiederbelebt und aufgewertet werden.

## Hermannsdorfer Landwerkstätten und Läden
Die aus der Neuorientierung Schweisfurths entstandenen Herrmannsdorfer Landwerkstätten mit Stallungen, Schlachtung/Fleischerei, Bäckerei, Molkerei/Käserei, Brauerei, Hofladen, Biergarten und Gasthof gelten heute als Pionierbetrieb der natürlichen, artgerechten und nachhaltigen Lebensmittelherstellung im großen Maßstab, sie verbinden einen voll-biologischen Betrieb (inklusive eigener Biogasanlage und eigener Kläranlage) mit dem Ziel der Wirtschaftlichkeit (Vertriebsnetz und eigene Geschäfte sowie Marktbetriebe) und ideellem/künstlerischem Anspruch (zahlreiche Kunstwerke im und um den Hof, regelmäßige Hofmärkte mit künstlerischem Begleitprogramm). Der Betrieb wird mittlerweile von seinem Sohn Karl Schweisfurth geleitet, während Karls Zwillingsbruder Georg zu den Gründern der Basic AG gehört.
In und um München betreiben die Herrmannsdorfer Landwerkstätten zwölf eigene Herrmannsdorfer Läden, in denen neben den eigenen Erzeugnissen ein Basissortiment ökologischer Lebensmittel vertrieben wird, außerdem liefern sie ihre Produkte an verschiedene Bioläden deutschlandweit. Die Belieferung der Basic AG wurde, wegen des Einstiegs der Schwarz-Gruppe in diese Bio-Supermarktkette, im September 2007 eingestellt.

## Schweisfurth-Stiftung
Die von Karl Ludwig Schweisfurth gegründete Schweisfurth Stiftung setzt sich für die Erforschung von gesunder und naturgemäßer Ernährung ein und vergab zwischen 1991 und 2002 zusammen mit der Internationalen Gesellschaft für Nutztierhaltung (IGN) den Schweisfurth-Forschungspreis für artgemäße Nutztierhaltung.

## Kritik
In Herten, der Heimatstadt von Karl Ludwig Schweisfurth, wurde 2010 Kritik darüber laut, dass das Vermögen der Familie Schweisfurth auch durch Ausnutzung von Zwangsarbeitern im Dritten Reich „erwirtschaftet“ wurde. 115 durch das Arbeitsamt zugewiesene Zwangsarbeiter wurden beschäftigt und auf dem Firmengelände der Firma Schweisfurth untergebracht.
2016 kam es zu Vorwürfen gegen Schweisfurth, seine Betriebe setzten Antibiotika ein, die Haltungsformen der Schweine seien kritisch zu sehen. Schweisfurth begründete den Einsatz der Antibiotika als notwendig, wenn alternative Heilmittel versagten. Der Einsatz entspreche strengen Vorgaben. Die frühere Haltung der Muttersauen in Kastenständen sei eine Folge der Abwägung gewesen, bei der der Schutz der Ferkel im Vordergrund gestanden habe, die so nicht erdrückt werden konnten.

## Preise und Auszeichnungen
- 1999: B.A.U.M-Umweltpreis
- 2005: Bayerische Staatsmedaille
- 2008: Selly Biomarkt des Jahres für die Herrmannsdorfer Landwerkstätten[16]
- 2014: Bayerischer Naturschutzpreis – Der Preis wurde vom Bund Naturschutz in Bayern für die „Fortentwicklung des ökologischen Landbaus, für eine artgerechte Tierhaltung, die Erhaltung ganzheitlicher Lebensmittelqualität und die Förderung einer tragfähigen Agrarkultur“ verliehen.[17]
- 2015/2016: „National Champion“ beim „European Business Award“ und „Ruban d’Honneur“ in der Kategorie „Environmental & Corporate Sustainability“ für die Hermannsdorfer Werkstätten

## Mitgliedschaften
- Ab 1954 war er Mitglied des Corps Hansea Köln.[18]

## Publikationen
- mit Bertram Verhaag: Ehrfurcht vor dem Leben … lasst uns über das Töten reden. 35 Min., DVD.
- Karl Götze, Theo Driessen van der Lieck, Werner Rudolf Vogt: KLS...auf dem Wege,...auf der Suche. Gestaltung Wolf Vostell, Herta KG Karl Schweisfurth / Sala Druck, 1980 (ohne ISBN)
- Karl Ludwig Schweisfurth, Günter Altner, Hans-Jürgen Kaufmann: Schlacht-Fest? Ehrfurcht vor dem Leben. Den Tieren die Würde zurückgeben. Eigenverlag, 2012.
- Ich liebe Hand-Werk. Eigenverlag, 2011.
- Auf der Suche nach einer neuen Miteinander-Kultur (Natur + Menschen miteinander) für das Überleben auf unserem erschöpften Planeten Erde. Hugendubel, München 1995, ISBN 3-89631-142-5.
- Das Buch vom guten Fleisch. Hermannsdörfer Landwerkstätten, Glonn 1998 (Erstausgabe DNB 970403909); Sandmann, München 2004, ISBN 978-3-89883-099-7.
- Wenn’s um die Wurst geht. Autobiographie. Bertelsmann, München 1999, ISBN 3-570-50001-2.
- Tierisch Gut. Westend, Frankfurt am Main 2010, ISBN 978-3-938060-31-5.
- mit Claus-Peter Lieckfeld: Der Metzger, der kein Fleisch mehr isst. Oekom, München 2014, ISBN 978-3-86581-470-8.
- mit Sophie Schweisfurth: Das geht so nicht weiter! Die Würde des Tieres ist unantastbar. bene!, München 2019, ISBN 978-3-96340-056-8.

## Fernsehdokumentation
- Der Mann mit dem Schinken am Hut, Reportage, 37 Grad, ZDF, 1995, 30 Min., Buch und Regie: Sibylle Trost, Erstausstrahlung: 10. Juni 1997.
- Vom Wurstbaron zum Biobauern: Die zwei Leben des Karl Ludwig Schweisfurth, von Meike Hemschemeier, 45 Min., Arte/WDR Fernsehen 2003.
- Deutschland, deine Erben – Geschenktes Geld: Lust oder Last? Die Samstags-Dokumentation Süddeutsche Zeitung TV, Deutschland, 2011, 120 Min., mit Wolfgang Grupp, Stephanie von Pfuel, Karl Ludwig Schweisfurth und Albrecht von Weech, Produktion: VOX, Erstausstrahlung: 20. August 2011.
- Vom Fleischfabrikanten zum Biobauern, Planet Wissen, Erstausstrahlung 14. April 2015, WDR Fernsehen.[19]